# クルト・アイヒホルン
クルト・ペーター・アイヒホルン（Kurt Peter Eichhorn, 1908年8月4日 ミュンヘン - 1994年6月29日 ムルナウ）は、ドイツの指揮者。

## 略歴
1908年8月4日ミュンヘンに生まれる。ヴュルツブルク音楽大学でヘルマン・ツィルヒャーに師事し、1932年からビーレフェルト市立歌劇場の合唱指揮者および指揮者を務める。その後、1938年からテプリッツ＝シェーナウの、1940年からはカールスバートの音楽監督を務めた。1941年からは活躍の場をドレスデンに移し、市立歌劇場とドレスデン・フィルハーモニー管弦楽団の指揮者を務めた。
1945年以降はミュンヘン・フィルハーモニー管弦楽団の指揮者を務め、翌年からは同地のバイエルン国立歌劇場にも登壇した。これ以降ミュンヘンを拠点とするようになり、1956年から1967年にはミュンヘンのゲルトナー・プラッツ劇場の首席指揮者を、1967年からはミュンヘン放送管弦楽団の指揮者を務めた。
また、1954年からミュンヘン国立音楽大学の教授を務めており、1965年に名誉教授に選ばれた。
ミュンヘンのゲルトナー・プラッツ劇場との契約が、以後の活動を方向付けることとなったとされる。ここを拠点に長年オペレッタやオペラを指揮。のちオイロディスクの録音やユニテルの映画などで手がけた数点のオペレッタでは、この劇場の指揮者として僚友でもあったカルロス・クライバーを連想させるような、推進力に満ちた指揮ぶりを残している。
1984年には、リンツ・ブルックナー管弦楽団の名誉指揮者となり、ブルックナーの録音を遺したが、この功績が認められて、1991年オーバーエスターライヒ・ブルックナー連盟より金メダルを授与された。また、1993年からは同連盟名誉会長を務めた。

## レコーディング
リンツ・ブルックナー管弦楽団の桂冠指揮者に任ぜられて、日本のカメラータ・レーベルにブルックナーの《交響曲第2番》ならびに《第5番》から《第9番》までを録音した。第9番はサマーレ、マッツーカ、フィリップスの補作になるフィナーレとともに演奏された。このコンビは、ドイツ、ブルガリア、エジプトの各地で成功をおさめた。1994年3月末の《第6番》が生涯最後の録音となった。（アイヒホルンが録音できず残された曲は、後にテオドール・グシュルバウアーとマルティン・ジークハルトによって引き継がれ、リンツ・ブルックナー管弦楽団による交響曲全集が完成されている。）
他にも、モーツァルトの『魔笛』、『後宮からの誘拐』、リヒャルト・シュトラウスの『アルプス交響曲』などがある。